# گرند کی

گرند کی (به لاتین: Grand Cay)  یک شهرستان در باهاما است که در جزایر آباکو واقع شده‌است.

## خصوصیات
جزیره گرند کی حدود ۱ مایل طول دارد